# Kennek
Kennek  es un Power Trío de Rock Alternativo, oriundo de Buenos Aires, Argentina, con variadas influencias entre las que se puede destacar a bandas como Attaque 77, Massacre, Cielo Razzo y Carajo, entre otras.

## Historia

### Primeros años

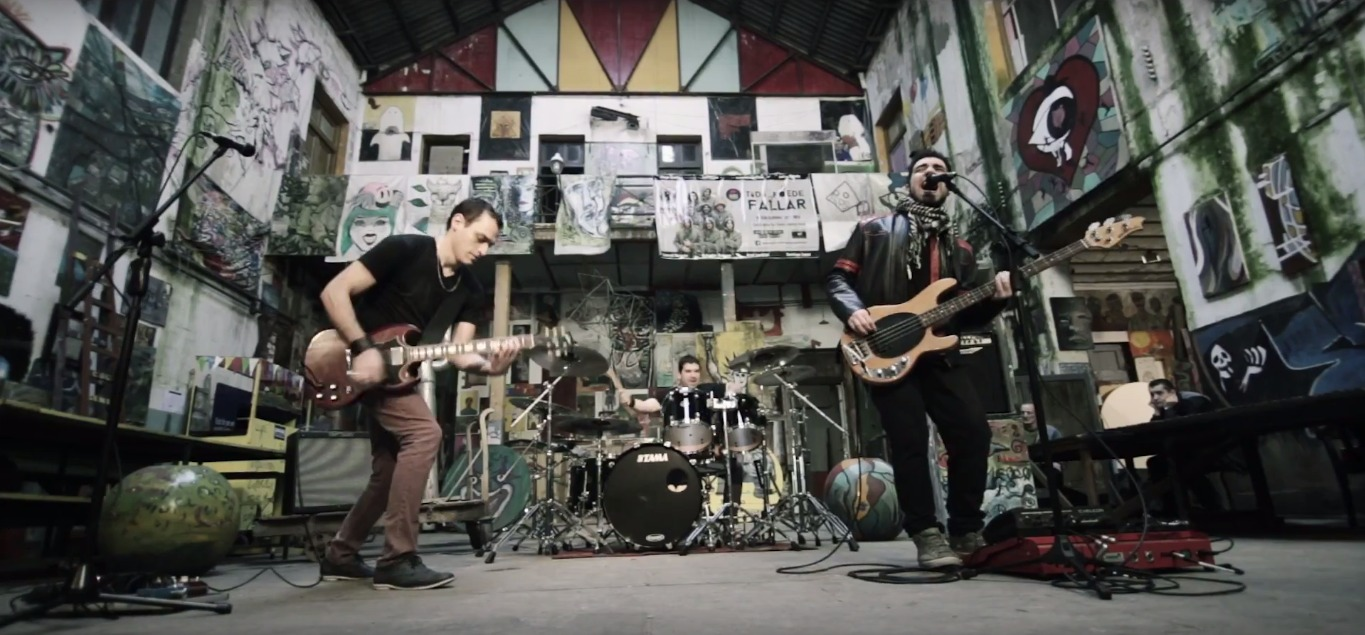
KENNEK, en su videoclip de K8.

KENNEK , es un cuarteto de rock alternativo oriundo de Buenos Aires con variadas influencias, entre las que se pueden destacar bandas como Attaque 77, Massacre y Carajo, entre otras.

#### 2014 - 2015
Durante estos años la banda ha estado presentándose en distintos escenarios, sumando permanentemente nuevas funciones, dando a conocer sus canciones y buscando posicionarse dentro de la escena alternativa con su entidad característica, llegando en el 2014 a la final del concurso del Movistar Free Music y siendo elegida como "Banda destacada" del mes de agosto del 2014, en el ciclo de "Bandas x Barrios" del GCBA, lo que les valió ser reconocidos posteriormente como "Banda destacada del año" y convocados para el festival de fin de año tocando con Dancing Mood en los Bosques de Palermo.
El 2015 encuentra a Kennek con su segunda gira en la Costa Argentina, dando shows en San Bernardo, Santa Teresita, Mar de Ajó, entre otras localidades, estrenando "Nostalgia", su primer videoclip oficial, siendo seleccionados por Estudio Urbano entre más de 600 bandas para grabar 2 temas inéditos, también quedando como finalista por segundo año consecutivo en el Movistar Free Music y de "Camino a Abbey Road", culminando en 2 shows en La Trastienda. Paralelamente llevaron a cabo la preproduccion de su disco.

##### 2016 / 2018
El 2016 inició con la grabación y mezcla de su primer disco oficial “K8”, que cuenta con las participaciones de Lula Bertoldi (Eruca Sativa) y Javier Barrozo (Temple, Magnos, Lohrien) y Fabián Prado (Memphis La Blusera).
En el 2017 se presentó “K8” en Beatflow y se estrenaron los videoclips “K8”, “Dame” y “Mírame” (versión acústica). Como punto cúlmine, la banda fue invitada para ser parte del mítico B.A. Rock.
El 2018 inició con una presentación en The Roxy y una a mitad de año junto a Cielo Razzo en zona Sur y finalizó con el estreno de dos videoclips: “Tal vez”, un lado B del disco, y una reversión de “Wicked game” de Chris Isaak.

## Integrantes
- Mike Murdocca - Voz, Guitarra
- Diego Patan - Bajo, Coros
- Fabricio Lidestri - Guitarra, Coros
- Martin Samaniego (Colaborador) - Batería

- Datos: Q28763244